# Louis de Bretel
 Louis de Bretel ou Louis Bretel  (né à Rouen en 1584 et mort à Aix-en-Provence en 1644) fut archevêque d'Aix-en-Provence de 1631 à 1644.

## Biographie
Louis de Bretel ou Louis Bretel selon la Gallia Christiana nait à Rouen en 1584. Il est le 3e fils et homonyme de Louis Bretel, seigneur de Gremonville, conseiller et Président à mortier du parlement de Rouen et de Françoise Leroux. Il est reçu également conseiller au Parlement de Normandie en 1609 avant d'être pourvu d'un canonicat puis de la doyenné de la cathédrale de Lisieux. Le 13 juin 1614, il échange ses deux bénéfices contre la doyenné de la cathédrale de Rouen. 
À la suite du transfert de l'archevêque Alphonse-Louis du Plessis de Richelieu, il est désigné par le roi Louis XIII et le cardinal de Richelieu, frère de son prédécesseur, comme archevêque d'Aix en 1631. Il est consacré à Rouen par l'archevêque de Rouen François II de Harlay et prend possession de son siège le 29 avril. Il participe à l'Assemblée du clergé de 1635  et à Apt aux États de Provence de 1636. Il favorise l'établissement des Carmes déchaussés à Aix en 1630 mais se montre très réticent à l'établissement par Madeleine Martin (1612-1678), fille d'un simple artisan d'Aix, et le père Antoine Yvan (1576-1653) de l'Ordre de Notre-Dame de la Miséricorde qui ne sera  approuvé par le pape Urbain VIII qu'en 1642 et définitivement par Innocent X après sa mort en 1648 qu'après l'intervention en 1639 de Louis-Emmanuel d'Angoulême, 5e duc d'Angoulême, comte d'Alès, gouverneur de Provence (1637-1650).
Louis de Bretel meurt à Aix-en-Provence le 27 mars 1644.